# 深谷杏子
深谷 杏子（ふかや きょうこ、1992年12月25日 - ）は、元北陸朝日放送のアナウンサー。

## 来歴・人物
東京都出身。慶應義塾大学卒業後、2016年北陸朝日放送に入社。新卒での同期入社は森重有里彩。
大学時代はダンスサークルに所属。同サークルの先輩にフリーアナウンサー（元名古屋テレビ放送所属）の田中麻耶が居た。
2018年3月に北陸朝日放送を退社。

## 過去の担当番組
- 2時はどきどき5ch（2016年7月 - 2018年3月29日）
- HABスーパーJチャンネル（2016年7月 - 2018年3月30日）
- ご当地グルメ探偵団（2017年1月2日・2018年1月2日）[2]